# 빅터 레예스
빅터 호세 레예스(Víctor José Reyes, 1994년 10월 5일 ~ )는 베네수엘라의 야구 선수이자, 현 KBO 리그 롯데 자이언츠의 외야수이다. KBO 등록명은 '레이예스'인데 2024년 7월 19일 대구 삼성전에서 두자릿수 홈런을 쳤고  본인과 등록명(레이예스) 키가 똑같았던 닛폰햄 프란밀 레예스가 2024년 8월 12일 세이부전에서 두자릿수 홈런을   기록했다.

## 미국 프로야구 시절
2018년에 디트로이트 타이거스에 입단하였다.

## 한국 프로야구 시절

### 롯데 자이언츠시절
2024년에 니코 구드럼을 대체할 외국인 야수로 영입되었는데 한때 22번을  희망했으나 구승민이 사용하고 있어  두 번째로 좋아하는 29번을 달았다.